# Lại phấn
Lại phấn là một loại mì sợi ngắn và dày của Trung Quốc. Nó thường được tìm thấy ở khu vực đồng bằng sông Châu Giang và ở một mức độ nào đó ở các khu phố Tàu ở nước ngoài. Tên của nó bắt nguồn từ tiếng Quảng Đông.
Lại phấn cũng có thể được gọi là bánh canh của Việt Nam, trong trường hợp này, nó được làm từ bột gạo và tinh bột sắn.

## Sản xuất
Lại phấn được làm từ bột gạo và/hoặc tinh bột sắn và có sẵn trong các giống ngắn hay dài.

## So sánh
Lại phấn là một kiểu mì ngắn và dày, có hình thức rất giống với bạc kim mì.Một cách để phân biệt hai là nhìn vào mỗi mảnh của lại phấn. Các phần cuối của mì lại phấn thường được cắt thẳng chứ không để lại một "đuôi" thon.